# Moldavier
Moldavier är ett folkslag från området Moldavien, som kan likställas med det historiska kungariket Moldova vilkas medborgare också kallades för moldavier. De flesta moderna moldavier bor i republiken Moldavien, men många bor även i den rumänska delen av det historiska Moldavien.